# Pero incisa
Pero incisa là một loài bướm đêm trong họ Geometridae.